# 星宮神社古墳 (下野市)
星宮神社古墳（ほしのみやじんじゃこふん、星の宮神社古墳）は、栃木県下野市細谷（ほそや）にある古墳。形状は円墳。史跡指定はされていない。

## 概要

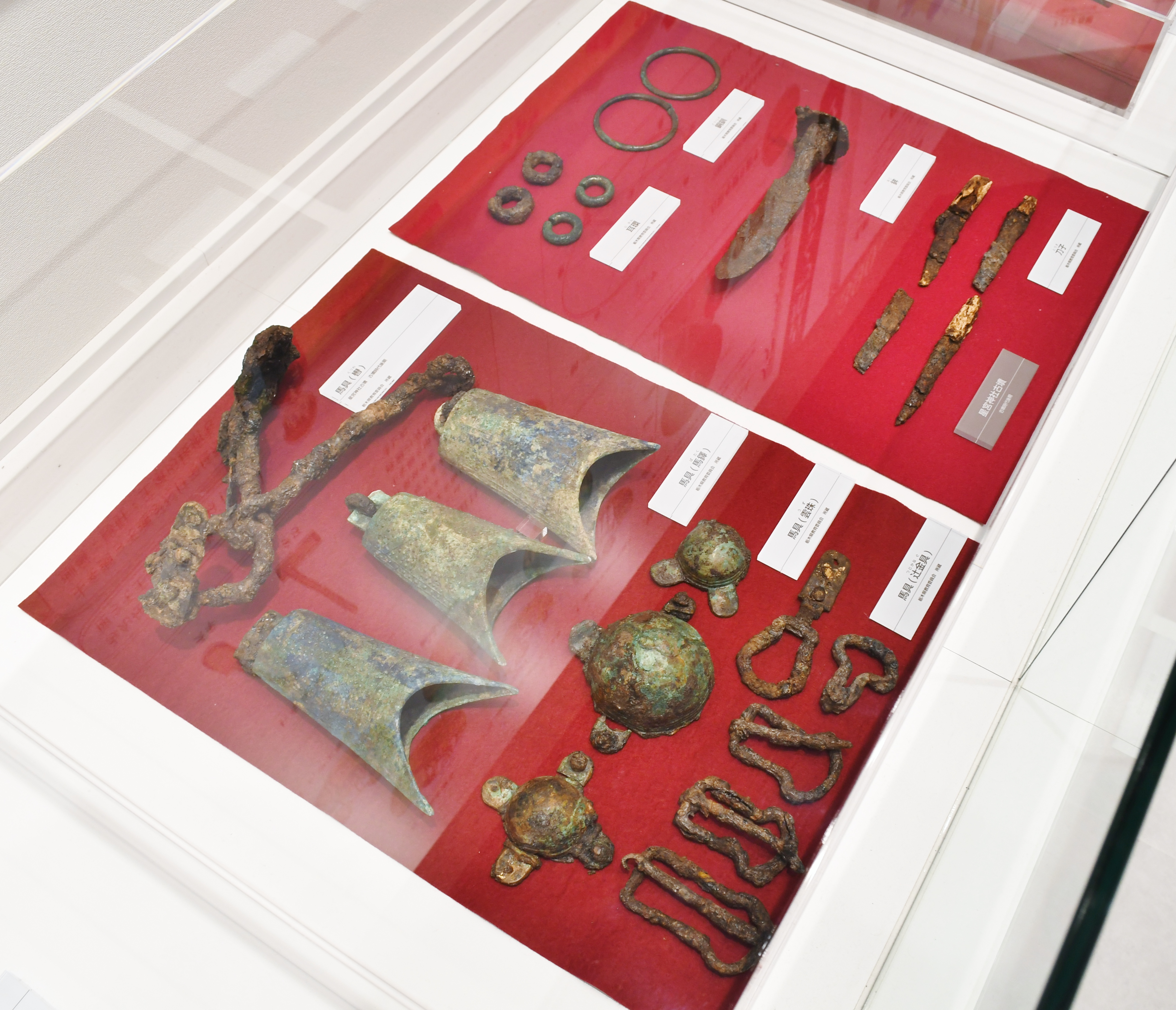
出土品しもつけ風土記の丘資料館展示。

栃木県南部、姿川西岸の段丘上に築造された古墳である。現在は墳頂に星宮神社が所在し、1982年（昭和57年）に発掘調査が実施されている。
墳形は円形で、直径約46メートルを測る。墳丘表面では円筒埴輪・形象埴輪が検出されている。埋葬施設は横穴式石室で、川原石の小口積みによって構築される。玄室は長さ7.1メートル・幅1.9メートルを測り、前面に現存長さ0.75メートルの羨道が接続する。石室内からは人骨片（歯）のほか、副葬品として鉄鉾1・鹿角装大刀1・飾金具1・釧1・耳環2・玉類・馬具（轡2・雲珠2・辻金具2・馬鐸3・鉸具3）などが検出されている。特に馬鐸は類例の少ない優品として注目される。築造時期は古墳時代の6世紀後半頃と推定される。

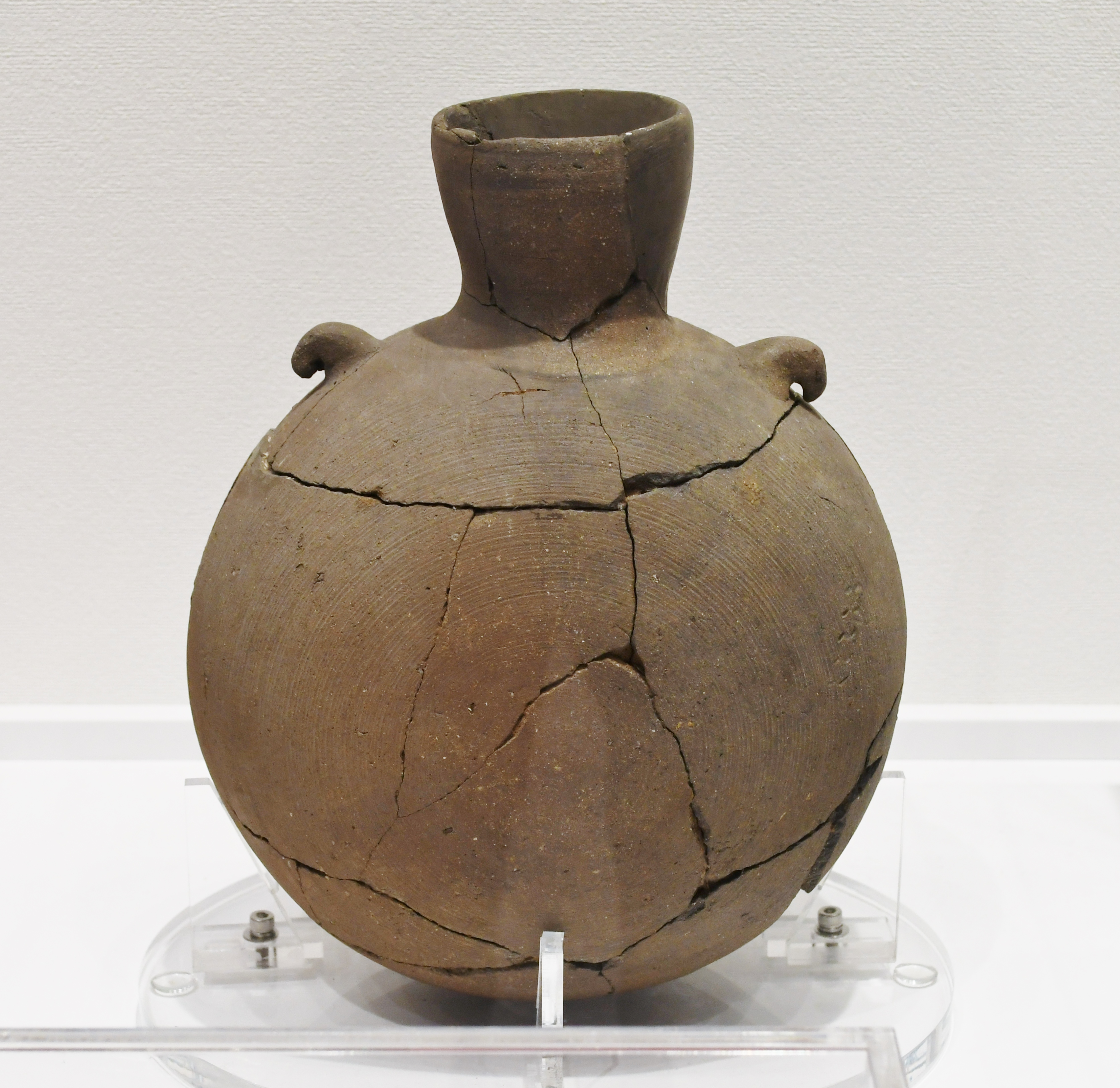
須恵器 提瓶 しもつけ風土記の丘資料館展示。

## 関連施設
- しもつけ風土記の丘資料館（下野市国分寺） - 星宮神社古墳の出土品等を保管・展示。

## 関連文献
（記事執筆に使用していない関連文献）
- 栃木県文化振興事業団 編『星の宮神社古墳・米山古墳（栃木県埋蔵文化財報告書 第76集）』栃木県教育委員会、1986年。